# Вихров, Сергей Павлович
Сергей Павлович Вихров — российский учёный в области биофизики, материаловедения и полупроводниковой электроники, доктор физико-математических наук, профессор, заслуженный деятель науки РФ (2000).

## Биография
Родился 1 октября 1949 года. Окончил Рязанский радиотехнический институт (1972, с отличием) и его аспирантуру. В 1977 году защитил кандидатскую диссертацию («Исследование процесса шнурования тока в негатронах на основе стеклообразных полупроводников», кандидат технических наук), в 1988 году — докторскую (доктор физико-математических наук).
Работал и по сей день работает там же в РРТИ (с 1996 г. Рязанский государственный радиотехнический университет) : ассистент, старший преподаватель, доцент, профессор. С 1988 года и по настоящее время возглавляет кафедру биомедицинской и полупроводниковой электроники.
Читал курсы: «Неупорядоченные полупроводники и приборы на их основе», «Биофизика», «Основы биофизики», «Материаловедение».
Автор научных публикаций в области нано- и микротехнологии, процессов самоорганизации в живых и неживых объектах.
Имеет учёные звания «профессор» и «главный научный сотрудник».
Заслуженный деятель науки РФ (2000).

### Сочинения
- Нанотехнологии и их применение [Текст] : [в 2 ч.] / С. П. Вихров, Н. В. Вишняков. — Рязань : Сервис, 2012-. — 21 см; ISBN 978-5-83403-059-3 Ч. 1: Диагностика нанообъектов. Наноматериалы. Наноэлектроника. — 2012. — 208 с. : ил.
- Нанотехнологии и биосистемы [Текст] : научное издание / С. П. Вихров, Т. А. Холомина. — Рязань : Сервис, 2010. — 236 с. : ил., табл.; 20 см; ISBN 978-5-89403-046-3
- Взаимодействие естественных и искусственных полей и излучений с биологическими объектами : учебное пособие для студентов высших учебных заведений, обучающихся по направлениям подготовки 200400 «Биомедицинская техника» и «Биомедицинская инженерия» / С. П. Вихров, Т. А. Холомина, Н. В. Гривенная. — Москва : Горячая линия — Телеком, 2009. — 308 с. : ил., табл.; 20 см. — (Учебное пособие для высших учебных заведений. Специальность).; ISBN 978-5-9912-0088-2
- Биомедицинское материаловедение : учеб. пособие для студентов вузов, обучающихся по специальности 653900-«Биомед. техника» / С. П. Вихров [и др.]. — М. : Горячая линия — Телеком, 2006 (Вологда : ООО ПФ Полиграфист). — 383 с. : ил., табл.; 22 см. — (Учебное пособие для высших учебных учреждений. Специальность).; ISBN 5-93517-230-5
- Самоорганизующиеся структуры в электронике / С. П. Вихров, Н. В. Рыбина, Н. В. Бодягин [и др.] ; Министерство образования и науки Российской Федерации, Рязанский государственный радиотехнический университет. — Рязань : Жуков В. Ю., 2017. — 167 с. : ил., табл.; 21 см; ISBN 978-5-904308-10-0 : 500 экз.